# 長谷川テル

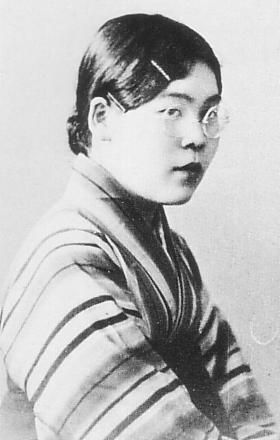
長谷川テル

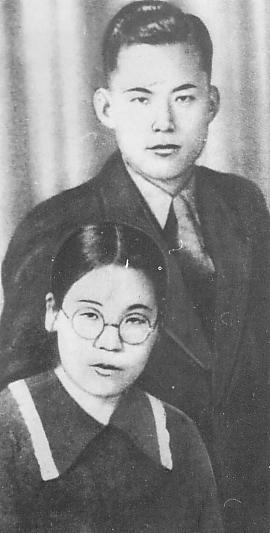
長谷川テルと劉仁

長谷川 テル（はせがわ てる、1912年〈明治45年〉3月7日 - 1947年〈昭和22年〉1月10日ないし1月14日（文献により異なる）は、日本のエスペランティスト、反戦・反帝国主義運動家。

## 生涯・人物
本名は長谷川 照子（はせがわ　てるこ）。筆名は緑川 英子（みどりかわ　えいこ）。エスペラント名は Verda Majo （ヴェルダ・マーヨ：緑の五月）。父は土木技師。女優の吉永小百合の母和枝とその妹の評論家川田泰代は遠縁にあたる。
山梨県大月市に生まれる。1929年、東京府立第三高女（現在の東京都立駒場高等学校）を卒業後、奈良女子高等師範学校（現在の奈良女子大学）に進学。学内で文化サークルを同級生と伴に作り、エスペラントを学ぶ。1932年、左翼組織の疑いをかけられ検挙される。一週間の拘留を受け、大学を退学処分に。タイプライターの教習所に通い卒業。
1933年、財団法人日本エスペラント学会で無給タイピストとして働き、日本エスペラント文学研究会の会員になる（「日本エスペラント文学」創刊に参加）。1934年、NHKアナウンサーの第一次試験に合格、前歴による不採用を予想して第二次試験には出頭せず。1935年、上海エスペラント協会誌『ラ・モンド(La Mondo)』に「日本における婦人の状態」を書く。1936年、雑誌『世界の子ども』に協力、エスペラントで『日本史』を書き外国での出版の試みに失敗、満州国から東京高等師範学校に留学していた劉仁（リウ・レン）と結婚。
1937年、日本を去り上海でエスペラント発表50年祭に参加、その後広州へ行く。1938年広東国際協会ができ、エスペラント部で働き始める。日本へのエスペラント等による反戦文書の流し込みを行っていたが、思わぬ疑いを受け、スパイ容疑で香港に追放される。新華日報に『愛と憎しみ』を翻訳。国民党中央宣伝部国際宣伝処対日科で崔万秋の下で抗日放送に従事。日本の都新聞（現在の東京新聞）により「嬌声売国奴」として評される。1941年、石川達三著『生きている兵隊』のエスペラントでの翻訳。国際宣伝処から政治部文化工作委員会へ転属。長男・劉星（リウ・シン）出産。『あらしの中からささやく声 (Flustr‘ el uragano )』出版。1945年、『戦う中国で (En Ĉinio Batalanta)』を出版。1946年、長女・劉暁嵐（リウ・シャオラン、長谷川暁子）出産。瀋陽で長谷川兼太郎の家を間借りする。長谷川兼太郎が日本に帰国しテルの消息を家族に伝える。ハルビンで東北行政委員会編審委員会に勤務。
第三子を妊娠するも、産み育てる余裕のないことからジャムスで妊娠中絶手術を受けるが、1947年1月10日ないし1月14日（冒頭の注釈参照、死因はどの文献でも共通）感染症で死去。同年4月22日には劉仁も肺水腫で死去。二人はジャムス烈士陵園に葬られ、墓碑には「国際主義戦士緑川英子と劉仁同志の墓」と刻まれている。
二人の間には6歳の長男・劉星と生後10か月あまりの長女・劉暁嵐の兄妹が残された。二人は革命烈士の遺児として中国政府の保護を受け、劉星は公主嶺に住む劉仁の弟・劉維宅で、劉暁嵐はハルビンの孤児院で育つ。劉星は北京大学に合格するが、文化大革命の煽りを受けて四川省江油に下放される。80年代に北京へ戻り、北京工業学院物理学部の講師になる。1年間日本に留学も経験。だが、1996年、がんのため北京で死去。享年55。劉暁嵐は唐山鉄道学院を卒業後、鉄道省の北京二七機廠職工大学の数学講師となったのち、日中科学技術交流協会の協力で、電気通信大学、奈良女子大学、福島大学に留学した。1993年2月に日本国籍を取得し、長谷川暁子と名乗った。
テルの人生をテレビドラマ化した1980年の日中共同制作『望郷の星』（テレパック、TBS、中華人民共和国中央広播事業局）では、栗原小巻がテルを、中国人俳優の高飛（ガオ・フェイ）が劉仁を演じた。

## テルの思想
- 日本のファシストを憎み、日本兵もまた、ファシストの犠牲者だと思っていた。（『戦う中国で』）
- 中国の勝利は中国民族だけでなく、日本を含めた極東の全被圧迫民の解放を意味すると考えていた。（『あらしの中からささやく声』）
- エスペラントを国際的な武器と信じ、エスペランティストを平和の前衛と信じ、エスペラントを使って反ファシズム国際統一戦線を樹立したいと願っていた。（『あらしの中からささやく声』）

## 著書

### エスペラント書籍
- 『En Ĉinio batalanta : La unua kajero de la verkaro de Hasegaŭa Teru (1)』Esperanto-Tusinsya、Osaka、1951年。 NCID BB28513454。
- 『En Ĉinio batalanta』Japana Esperanta Librokooperativo、Osaka〈Malgranda biblioteko, 4〉、1954年。 NCID BA78094527。
- 『Flustr' el Uragano』Librejo Pirato、Osaka、1975年。 NCID BA26131245。
- 『Verkoj de Verda Majo』Ĉina Esperanto-Eldonejo、Beijing、1982年。 NCID BA04014226。
- 『Whispers from a storm : fragments from a Japanese Esperantist in China during the Second Sino-Japanese War』University of Hawaiʻi Press、Honolulu、2025年。 NCID BD0994387X。

### 訳書
- 高杉一郎 訳『嵐のなかのささやき』新評論社、1954年12月。 NCID BA59120346。全国書誌番号:55001929。
- 宮本正男 編『長谷川テル作品集 反戦エスペランチスト』亜紀書房、1979年1月。 NCID BN04968057。全国書誌番号:79025480。
- 高杉一郎 訳『嵐の中のささやき 炎の青春』新評論、1980年5月。 NCID BN04769378。全国書誌番号:80026525。
- 家永三郎 編『日本平和論大系』 17巻、日本図書センター、1994年4月。 NCID BN1070081X。全国書誌番号:94048630。